# Diamonds (Sam Smith)
Diamonds is een nummer van de Britse zanger Sam Smith uit 2020. Het is de tweede single van zijn derde studioalbum Love Goes.
"Diamonds" gaat over een verloren liefde. Het nummer werd in diverse landen een hit. Het haalde de 11e positie in het Verenigd Koninkrijk. In de Nederlandse Top 40 werd een bescheiden 25e positie gehaald, en in de Vlaamse Ultratop 50 was het goed voor de 18e positie.